# Epicadus heterogaster
Epicadus heterogaster is een spinnensoort uit de familie krabspinnen (Thomisidae). De soort komt voor in Brazilië, Uruguay en Argentinië. Hij is de typesoort van het geslacht Epicadus.